# Pyrausta canalis
Pyrausta canalis is een vlinder uit de familie van de grasmotten (Crambidae), uit de onderfamilie van de Pyraustinae. De wetenschappelijke naam van deze soort is voor het eerst voorgesteld als Botys canalis door Francis Walker in een publicatie uit 1866.
De soort komt voor in Indonesië (Misool).